# 二手書

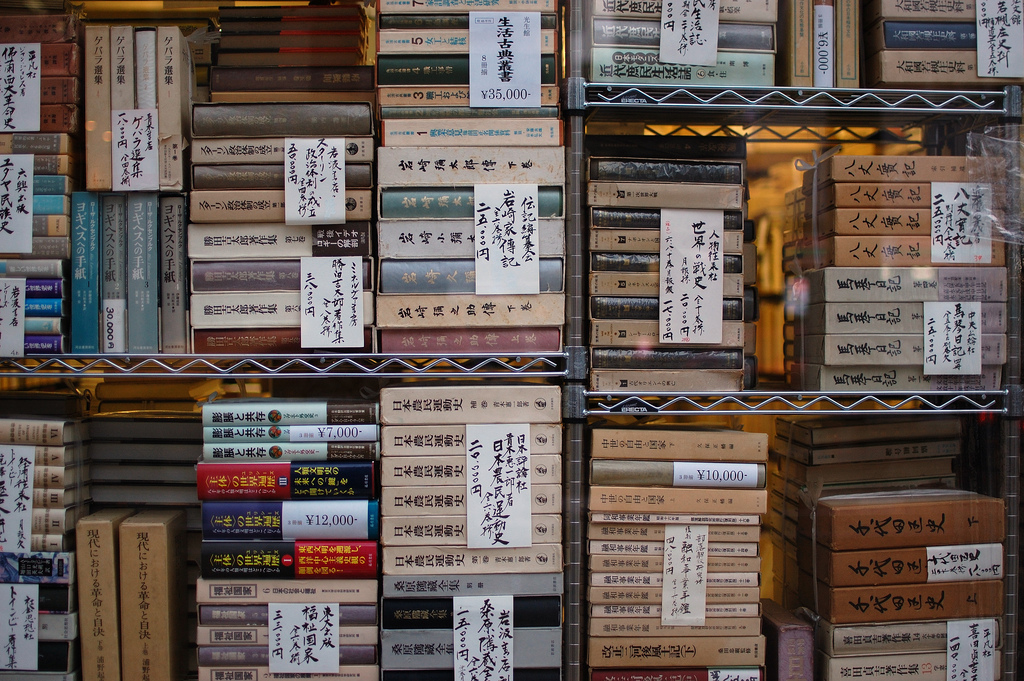
二手書

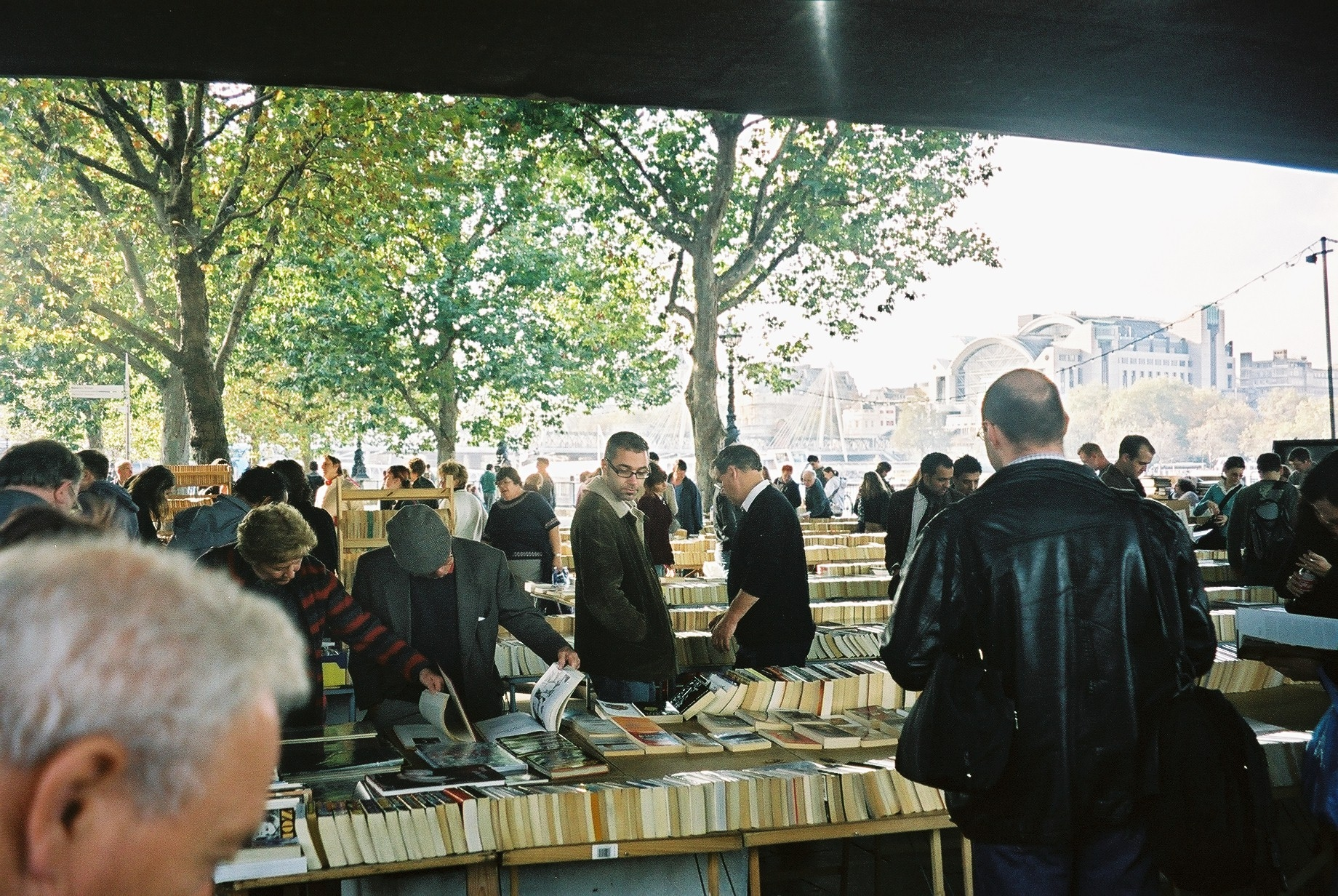
2004年10月，英国伦敦国家电影剧院前的南岸图书市场

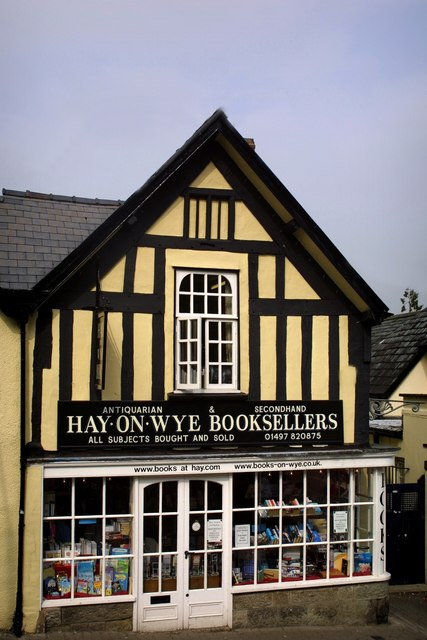
瓦伊河畔海伊的书店

二手書或用过的书是指以前由出版商或零售商以外的所有者拥有的书，通常由个人或图书馆拥有。 
二手书通常會出售给二手书店；它们的售价通常低於新书价格，但稀有书籍和其他仍有需求或难以获得的书籍的售价可能高于新書價格。
虽然原作者或出版商不会从出售旧书中获得经济利益，但这有助于保持旧书的流通。有时，非常罕见、第一版、古董或绝版的书可以在二手书店里作为二手书找到。

## 书城
许多小城镇已成为二手书卖家的中心，最著名的是南威尔士的乡村地区瓦伊河畔海伊。這個僅有一千多名居民的小城鎮開了39家舊書店，平均34人就開一家，至今陳列了100多萬冊圖書。它们秀丽的风景和大量的二手書吸引了很多遊客和買家。